# Šelpice
Šelpice é um município da Eslováquia, situado no distrito de Trnava, na região de Trnava. Tem 10,17 km² de área e sua população em 2019 foi estimada em 885 habitantes.

## Demografia
| Ano:        | 1994 | 2004   | 2014    | 2024   |
| ----------- | ---- | ------ | ------- | ------ |
| Broj ljudi: | 582  | 589    | 867     | 901    |
| Razlika:    |      | +1,20% | +47,19% | +3,92% |

| Ano:               | 2023 | 2024   |
| ------------------ | ---- | ------ |
| Número de pessoas: | 905  | 901    |
| Diferença:         |      | -0,44% |